# Asaminami-ku
Asaminami (安佐南区, Asaminami-ku) est l'un des huit arrondissements de la ville de Hiroshima, au Japon. Il est situé au nord de la ville.

Position de l'arrondissement d'Asaminami dans la ville de Hiroshima.

En 2016, sa population est de 242 981 habitants pour une superficie de 117,24 km2, ce qui fait une densité de population de 2 070 hab./km2.

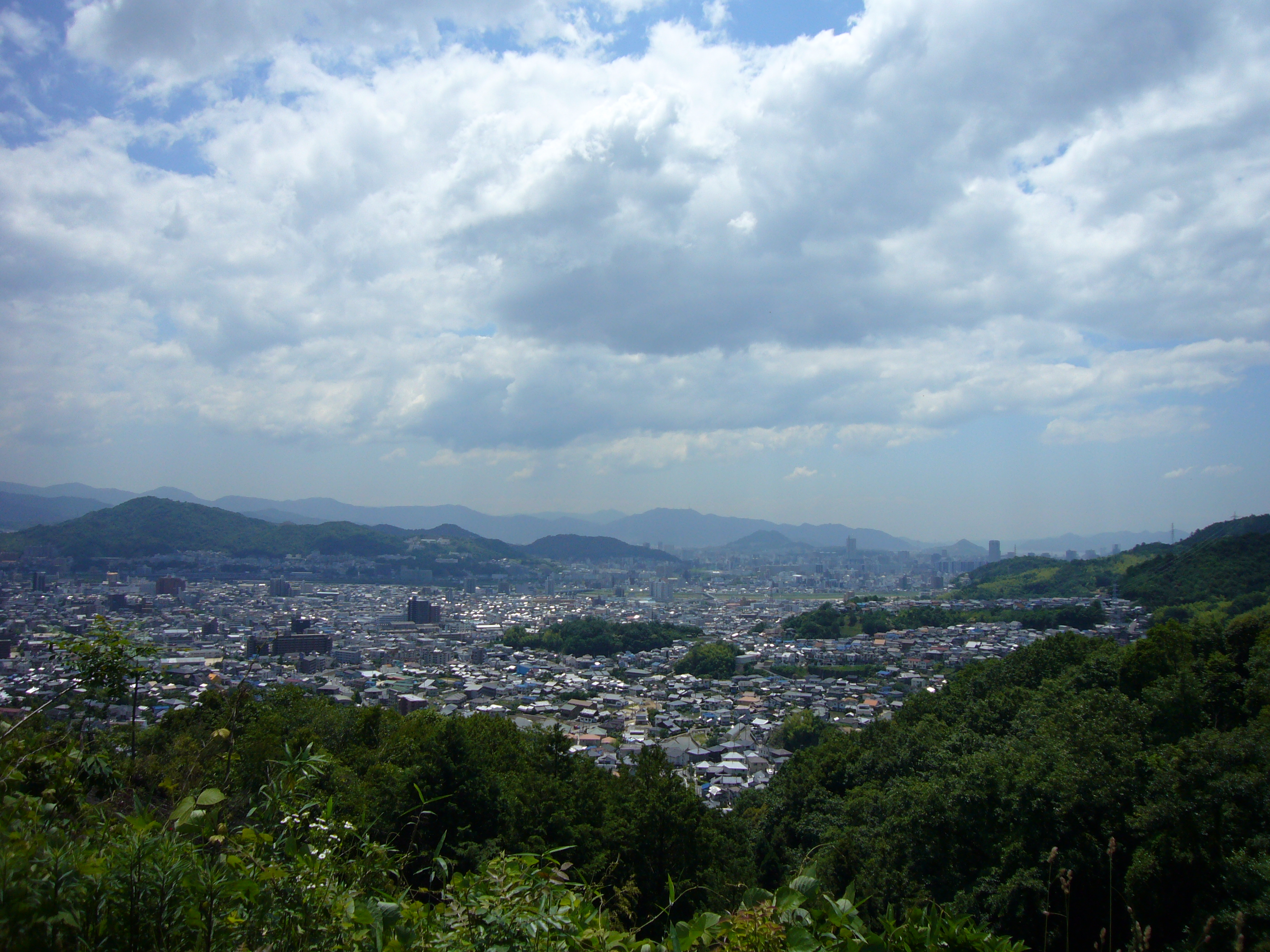
Vue de l'arrondissement.

## Histoire
L'arrondissement a été créé en 1980 lorsque Hiroshima est devenue une ville désignée par ordonnance gouvernementale.
Il a été particulièrement touché par les glissements de terrain ayant touché la préfecture en août 2014.

## Culture locale et patrimoine
- Numaji Transportation Museum

## Transport publics
L'arrondissement est desservi par la ligne Kabe de la JR West ainsi que par la ligne Astram.